# Игор Джундев
Игор Джундев (на македонска литературна норма: Игор Џундев) е дипломат от кариерата от Северна Македония, посланик и постоянен представител на страната в ООН. Дълги години е държавен секретар на Министерството на външните работи.

## Биография
Роден е на 12 юни 1963 година в Скопие, но семейството му произхожда от град Гевгели. Завършил е скопската гимназия „Георги Димитров“ през 1981 г. През 1983 година се записва в Иконимическия факултет в Скопие. Женен е за Наталия Мичанович от Скопие. Двамата имат две дъщери – Искра и Бисера.
От дипломирането си в Икономическия факултет в Скопие през 1989 година Джундев работи в Органско-хемиска индустрия в Скопие като търговец. През 1990 година започва работа в Белград като дипломат в Съюзния секретариат за външни работи на СФР Югославия. През 1991 година спечелва стипендия от Дипломатската академия във Виена и заминава за там. След обявявеането на независимостта на Република Македония през 1992 година започва работа в Министерство на външните работи на Република Македония. Две години по-късно е назначен в Ню Йорк в Постоянната мисия на Република Македония при Организацията на обединените нации.
През 1998 година Джундев се връща е Скопие, където работи в Министерство на външните работи.
Джундев представя дипломатическите си акредитиви за постоянен представител на Република Македония в ООН на 17 септември 2004 г. и на поста остава до 2007 г.